# وادي الغرفة
وادي الغُرفة أو بلدة الغرفة هي بلدية تقع في مقاطعة طرويل في أرغون بإسبانيا. بلغ عدد سكان البلدية 728 نسمة وفقًا لتعداد عام 2004 (INE).